# Achimenes admirabilis
Achimenes admirabilis är en tvåhjärtbladig växtart som beskrevs av Wiehler. Achimenes admirabilis ingår i släktet Achimenes och familjen Gesneriaceae. Inga underarter finns listade i Catalogue of Life.